# Burial
Burial is de artiestennaam van een tot 5 augustus 2008 anonieme dubstepproducer, afkomstig uit Londen. Zijn echte naam is William Emmanuel Bevan. Hij combineert op zijn albums elementen van drum 'n' bass, 2step, ambient en minimale dubtechno met vervormde stemmen en samples tot een duister, melancholisch klankbord. Burials debuutalbum werd in 2006 uitgebracht en goed ontvangen door de muziekpers. In november 2007 verscheen de opvolger Untrue.

## Biografie
In een interview in de Britse krant The Guardian zei Burial dat "er slechts vijf mensen op de hoogte zijn van het feit dat ik muziek maak."
Burial bleef anoniem tot augustus 2008. Door zijn nominatie voor een Mercury Music Prize Award eerder in juli, werd de tabloid research naar zijn ware identiteit op de spits gedreven. Dankzij Hot Chip's Joe Goddards (oudere) tip dat Burial op dezelfde plaats als hijzelf op school had gezeten, met name de Elliott School in Zuid-Londen, verfijnde dat de zoekresultatenset aanzienlijk.
Wanneer ook The Independent in een artikel "William Bevan" als echte naam voor Burial vermeldt, en BMI, een Amerikaanse organisatie die uit naam van artiesten wereldwijd royalty's verzamelt "BEVAN WILLIAM" als songwriter/composer aangeeft voor elke Burial song, maakt Burial op 5 augustus een einde aan de speculaties en bevestigt hij de vermoedens met een bericht op MySpace.

## Discografie

### Albums
| Album met eventuele hitnotering(en) in de Nederlandse Album Top 100 | Datum van verschijnen | Datum van binnenkomst | Hoogste positie | Aantal weken | Opmerkingen   |
| ------------------------------------------------------------------- | --------------------- | --------------------- | --------------- | ------------ | ------------- |
| Burial                                                              | 04-05-2007            | -                     | -               | -            |               |
| Untrue                                                              | 09-11-2007            | -                     | -               | -            |               |
| Street halo / Kindred                                               | 13-04-2012            | -                     | -               | -            |               |
| Tunes 2011-2019                                                     | 06-12-2019            | -                     | -               | -            | Verzamelalbum |

### Ep's
- South London Boroughs (Hyperdub, 2005)
- Distant Lights (Hyperdub, 2006)
- Ghost Hardware (Hyperdub, 2007)
- Street Halo (Hyperdub, 2011)
- Kindred (Hyperdub, 2012)
- Truant (Hyperdub, 2012)
- Rival Dealer (Hyperdub, 2013)
- Young Death / Nightmarket (Hyperdub, 2016)
- Subtemple / Beachfires (Hyperdub, 2017)
- Pre Dawn / Indoors (Hyperdub, 2017)
- Antidawn (Hyperdub, 2022)
- Comafields / Imaginary Festival (Hyperdub, 2025)

### In samenwerking
- Moth / Wolf Cub (12inch) met Four Tet (Text Records, 2009)
- Ego / Mirror (12inch) met Four Tet en Thom Yorke (Text Records, 2011)
- Nova (12inch) met Four Tet (Text Records, 2012)

- International Standard Name Identifier: 0000 0003 8176 3140
- Library of Congress Control Number: no2007151091
- MusicBrainz: 9ddce51c-2b75-4b3e-ac8c-1db09e7c89c6
- Nationale bibliotheek van Australië: 43405262
- Istituto Centrale per il Catalogo Unico: UBOV070411
- Trove: 1459061
- Virtual International Authority File: 261798466